# Амантле Монтшо
Амантле Монтшо (англ. Amantle Montsho; нар. 4 липня 1983) — ботсванська легкоатлетка, яка спеціалізувалася на спринті.

## Спортивні досягнення
Дворазова фіналістка олімпійських змагань з бігу на 400 метрів — 4-е місце у 2012 та 6-е місце у 2008. Учасниця змагань з бігу на 400 метрів на двох інших Олімпіадах (2004, 2021), де не вдалось прости далі попереднього забігу.
Чемпіонка світу з бігу на 400 метрів (2009). Срібна призерка чемпіонату світу з бігу на 400 метрів (2013). Фіналістка (7-і місця) чемпіонатів світу з бігу на 400 метрів (2009) та з естафетного бігу 4×400 метрів (2017).
Бронзова призерка чемпіонату світу в приміщенні з бігу на 400 метрів (2010).
Переможниця Континентального кубку з бігу на 400 метрів (2010). Була 2-ю на Континентальному кубку з естафетного бігу 4×400 метрів (2010).
Чемпіонка Діамантової ліги з бігу на 400 метрів (2011, 2012, 2013).
Чемпіонка Африки з бігу на 400 метрів (2008, 2010, 2012). Срібна призерка чемпіонатів Африки з бігу на 400 метрів (2006) та естафетного бігу 4×400 метрів (2012).
Чемпіонка Африканських ігор з бігу на 400 метрів (2007, 2011). Срібна призерка Африканських ігор з естафетного бігу 4×400 метрів (2019).
Чемпіонка Ігор Співдружності з бігу на 400 метрів (2010, 2018). Бронзова призерка Ігор Співдружності з естафетного бігу 4×400 метрів (2018).
Чемпіонка Ботсвани з бігу на 400 метрів (2004).

## Допінг
Упродовж 2014—2016 відбувала 2-річну дискваліфікацію за порушення антидопінгових правил внаслідок виявлення в організмі спортсменки заборонених препаратів.